# Strada europea E80
La strada europea E80  è un asse viario misto di classe A ed una dorsale ovest-est.
È uno tra i più lunghi itinerari europei: collega Lisbona a Gürbulak, sul confine tra l'Iran e la Turchia, percorrendo i territori di Portogallo, Spagna, Francia, Italia, Croazia, Montenegro, Serbia, Kosovo, Bulgaria e Turchia.

## Itinerario
L'itinerario si sviluppa sia su strade a scorrimento veloce (autostrade e superstrade) sia su strade ordinarie (specialmente nelle zone balcaniche).
La continuità terrestre del percorso è interrotta dall'attraversamento del mare Adriatico tra Pescara e Ragusa. Tale collegamento è rimasto attivo fino al 1991, quando era ancora operativa la linea assicurata dalla ex motonave Tiziano, traghetto di proprietà della allora Compagnia Adriatica di Navigazione, oggi smantellata e passata sotto la Tirrenia.
Terminato il percorso nel continente europeo, la strada prosegue attraversando tutta la Turchia sino al confine con l'Iran.
L'ultimo tratto della Strada Europea, in Turchia, è anche il tratto più occidentale della Asian Highway 1 (AH1), la strada più estesa delle autostrade asiatiche, l'inizio della stessa è a Tokyo, in Giappone.

## Percorso

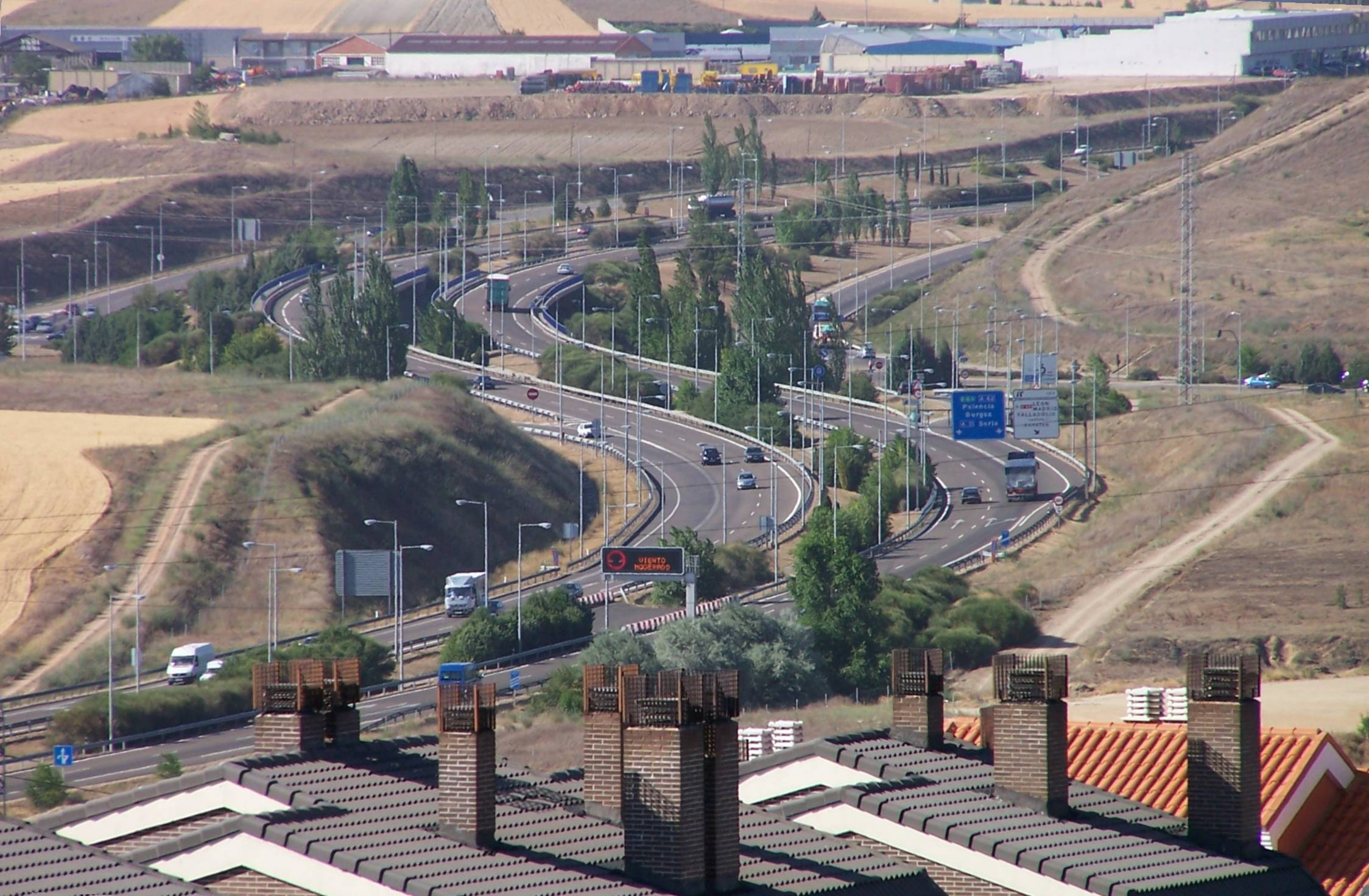
La E80 presso Valladolid

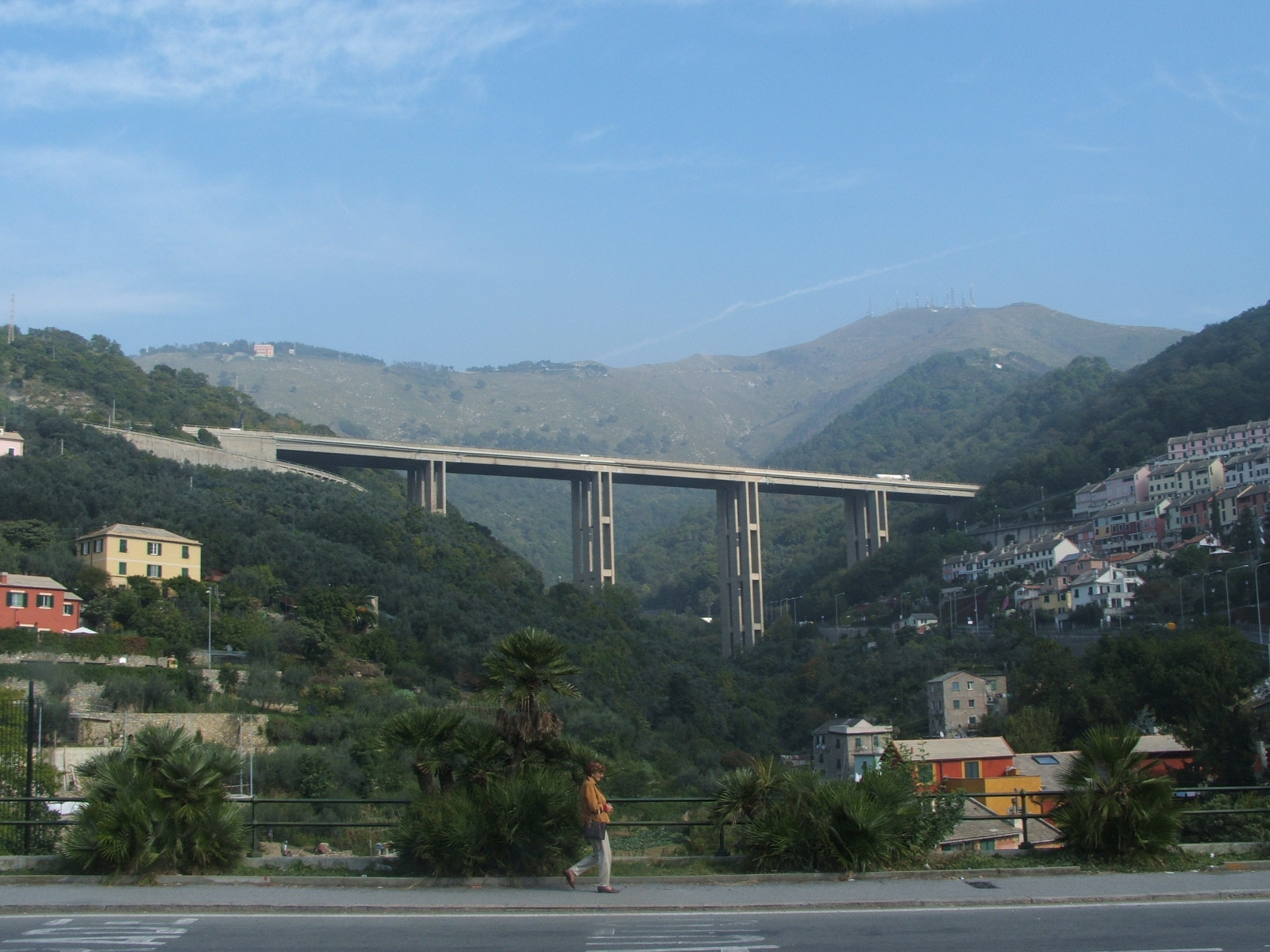
La E80 a est di Genova

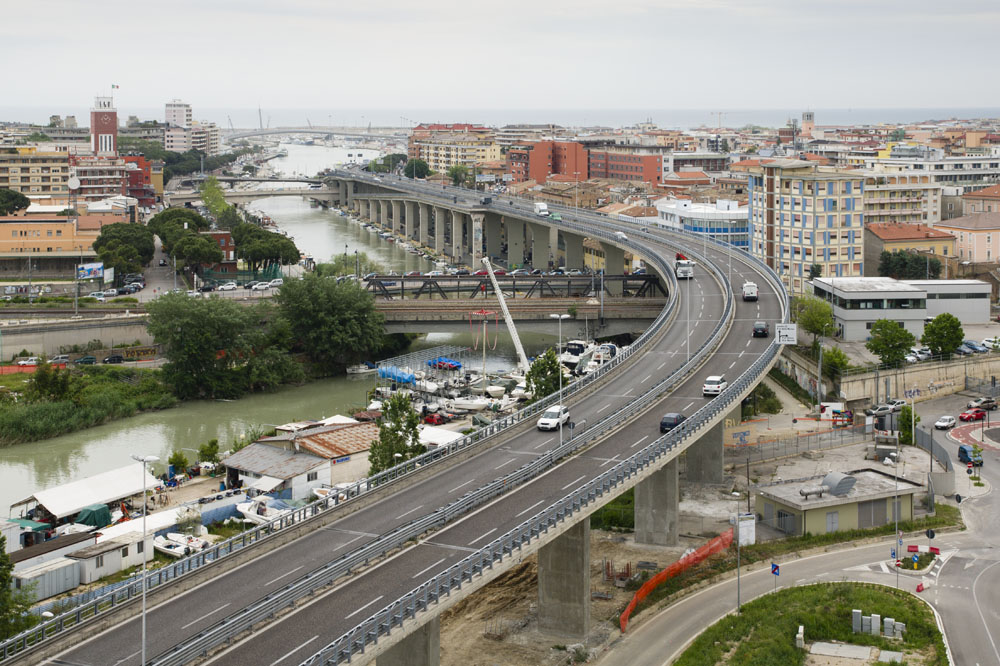
La E80 a Pescara

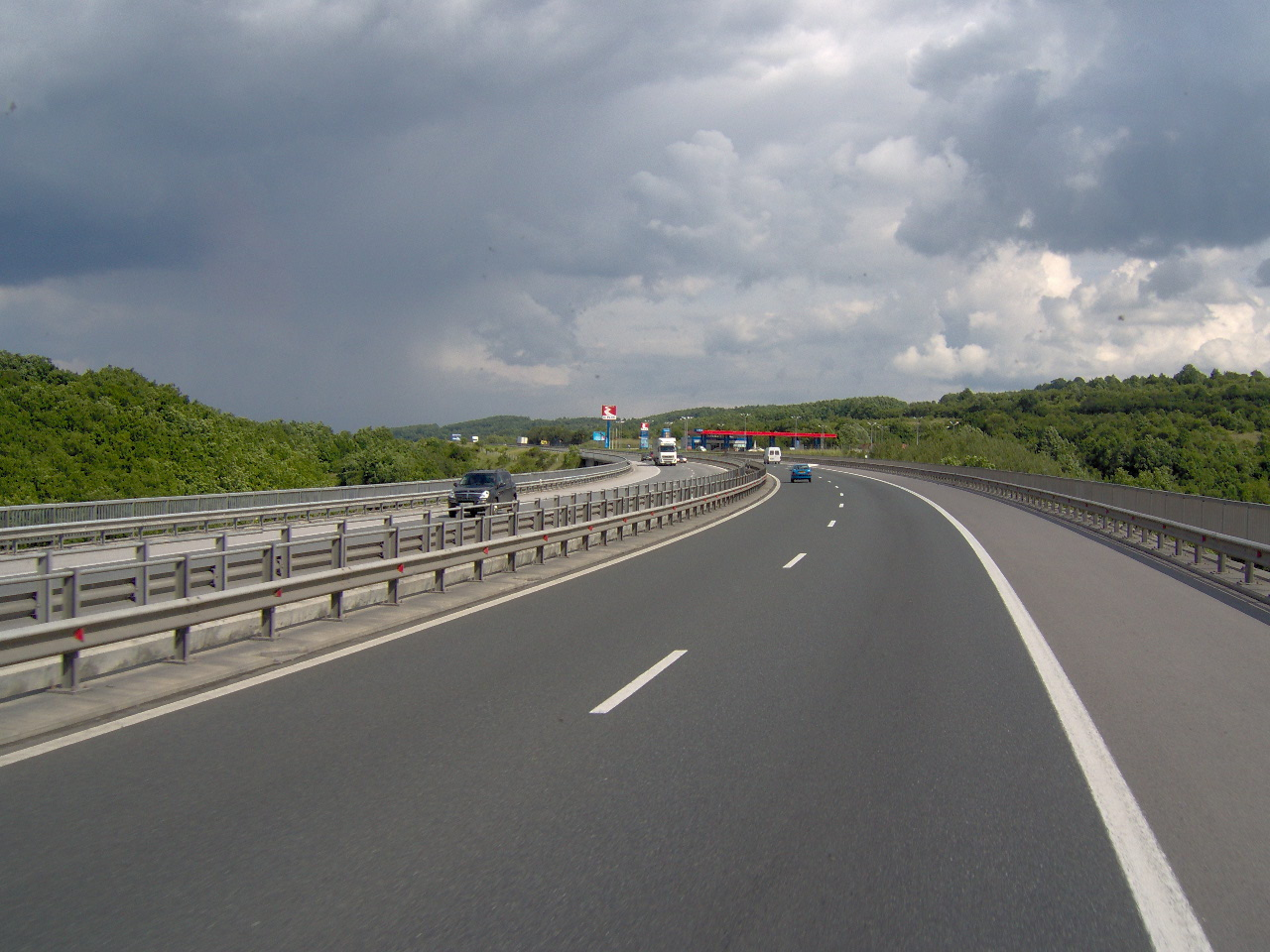
La E80 a est di Sofia

| E80 LISBONA - ANKARA  |                     |                                          |                               |
| Stato                 | Tipologia           | Tratto                                   | Interconnessioni              |
| Portogallo (bandiera) | autostrada          | Lisbona - Albergaria a Velha             | E90, E806; in comune con E01  |
| Portogallo (bandiera) | autostrada          | Albergaria a Velha - confine             | E801, E802                    |
| Spagna (bandiera)     | superstrada         | confine - Burgos                         | E803, E82                     |
| Spagna (bandiera)     | autostrada          | Burgos - Donostia/San Sebastián          | E804; in comune con E05       |
| Spagna (bandiera)     | autostrada          | Donostia/San Sebastián - confine         | in comune con E70             |
| Francia (bandiera)    | autostrada          | confine - Saint Pierre d'Irube           | in comune con E70             |
| Francia (bandiera)    | superstrada         | Saint Pierre d'Irube-Briscous            |                               |
| Francia (bandiera)    | autostrada          | Briscous - Tolosa                        | E09                           |
| Francia (bandiera)    | autostrada          | Tangenziale sud di Tolosa                |                               |
| Francia (bandiera)    | autostrada          | Tolosa - Narbonne                        |                               |
| Francia (bandiera)    | autostrada          | Narbonne - Nimes                         | E11; in comune con E15        |
| Francia (bandiera)    | autostrada          | Nimes - Arles                            |                               |
| Francia (bandiera)    | superstrada         | Arles - Saint Martin de Crau             |                               |
| Francia (bandiera)    | autostrada          | Saint Martin de Crau - Salon de Provence |                               |
| Francia (bandiera)    | autostrada          | Salon de Provence - Coudoux              | in comune con E714            |
| Francia (bandiera)    | autostrada          | Coudoux - Nizza - confine                | E712                          |
| Italia (bandiera)     | autostrada          | confine - Genova                         | E74, E717, E25, E62           |
| Italia (bandiera)     | autostrada          | Genova - Rosignano Marittimo             | E76                           |
| Italia (bandiera)     | superstrada         | Rosignano Marittimo - Grosseto           | E78                           |
| Italia (bandiera)     | viabilità ordinaria | Grosseto - Tarquinia                     |                               |
| Italia (bandiera)     | autostrada          | Tarquinia - Fiumicino                    |                               |
| Italia (bandiera)     | autostrada          | Fiumicino - Roma                         | E35                           |
| Italia (bandiera)     | autostrada          | Roma                                     | E821                          |
| Italia (bandiera)     | autostrada          | Roma - Torano                            | E45                           |
| Italia (bandiera)     | autostrada          | Torano - Chieti                          |                               |
| Italia (bandiera)     | autostrada          | Chieti - Pescara                         | E55                           |
| Italia (bandiera)     | superstrada         | Pescara                                  |                               |
|                       | traghetto           | Pescara - Ragusa                         |                               |
| Croazia (bandiera)    | viabilità ordinaria | Ragusa - confine                         | in comune con E65             |
| Montenegro (bandiera) | viabilità ordinaria | confine - Sutomore                       | in comune con E65             |
| Montenegro (bandiera) |                     | Sutomore - Virpazar                      | in comune con E65             |
| Montenegro (bandiera) | viabilità ordinaria | Virpazar - Smokovac                      | in comune con E65             |
| Montenegro (bandiera) |                     | Smokovac - Mateševo                      | in comune con E65             |
| Montenegro (bandiera) |                     | Mateševo - Kolašin                       | in comune con E65             |
| Montenegro (bandiera) |                     | Kolašin - Ribarevina                     | in comune con E65             |
| Montenegro (bandiera) | viabilità ordinaria | Ribarevina - confine                     | in comune con E65             |
| Serbia (bandiera)     | viabilità ordinaria | confine - Vitkoviće                      | in comune con E65             |
| Serbia (bandiera)     | viabilità ordinaria | Vitkoviće - confine                      | in comune con E65             |
| Kosovo (bandiera)     | viabilità ordinaria | confine - Hade e Re                      | in comune con E65             |
| Kosovo (bandiera)     | autostrada          | Hade e Re - Trudë                        |                               |
| Kosovo (bandiera)     | viabilità ordinaria | Trudë - confine                          | E851                          |
| Serbia (bandiera)     | viabilità ordinaria | confine - Niš                            | E75                           |
| Serbia (bandiera)     | autostrada          | Niš - confine                            |                               |
| Bulgaria (bandiera)   | viabilità ordinaria | confine - Sofia                          | E79                           |
| Bulgaria (bandiera)   | viabilità ordinaria | Sofia                                    | E79, E871                     |
| Bulgaria (bandiera)   | autostrada          | Sofia - Chirpan                          | E773                          |
|                       | autostrada          | Chipran - confine                        | E85, E773                     |
| Turchia (bandiera)    | viabilità ordinaria | confine - Edirne                         |                               |
| Turchia (bandiera)    | autostrada          | Edirne - Istanbul                        | E87, E84                      |
| Turchia (bandiera)    | autostrada          | Istanbul                                 |                               |
| Turchia (bandiera)    | autostrada          | Istanbul - Gerede                        | E881, E89                     |
| Turchia (bandiera)    | viabilità ordinaria | Gerede - confine                         | E89, E95, E88, E97, E691, E99 |